# Ferdinand Lee Barnett
Ferdinand Lee Barnett (18 février 1852 - 11 mars 1936) est un journaliste afro-américain, avocat et militant des droits civiques à Chicago, Illinois, à la fin de l'ère de la Reconstruction.
Il naît à Nashville, Tennessee, et enfant, il s'enfuit avec sa famille à Windsor, Ontario, Canada, juste avant la Guerre de Sécession. Après la guerre, ils s'installent à Chicago, où Barnett obtient son diplôme d'études secondaires, puis son diplôme en droit de ce qui se nomme aujourd'hui la Northwestern University School of Law. Il est l'un des rédacteurs fondateurs du mensuel afro-américain The Chicago Conservator en 1878. Troisième personne noire à être admise à la pratique du droit dans l'Illinois, il devient un avocat prospère.
En 1895, Barnett épouse Ida B. Wells, journaliste et militante anti-lynchage. En 1896, Barnett devient le premier procureur adjoint noir de l'Illinois. Il est engagé dans les causes anti-lynchage et des droits civiques des Noirs et est présenté comme « l'un des citoyens les plus éminents que Chicago ait jamais eu » par le Chicago Defender.

## Jeunesse et formation
Ferdinand Lee Barnett naît à Nashville, Tennessee, en 1852. Sa mère Martha Brooks est une femme libre née vers 1825. Son père, également nommé Ferdinand Lee Barnett, naît esclave à Nashville vers 1810 et travaille comme forgeron. Il achète sa liberté l'année de la naissance de Ferdinand. Ils vivent à Nashville jusqu'en 1859 environ, date à laquelle ils partent s'installer à Windsor, en Ontario. Ils émigrent au Canada pour éviter le Fugitive Slave Act de 1850, qui incite les chasseurs d'esclaves à kidnapper des Noirs libres et à les vendre en esclavage.
La famille Barnett retourne aux États-Unis en 1869 après la Guerre de Sécession et l'abolition de l'esclavage et s'installent à Chicago, Illinois. Ferdinand fait ses études dans les écoles de Chicago, fréquentant d'abord l'ancienne école Jones à Clark et Harrison. Puis il entre au Central High School et obtient son diplôme en 1874. Après le lycée, il enseigne dans le sud des États-Unis pendant deux ans avant de retourner à Chicago pour suivre les cours de l'Union College of Law (aujourd'hui Northwestern Law School). Barnett est diplômé de la faculté de droit en 1880 et il est la troisième personne noire à être diplômée du barreau de l'Illinois, après Lloyd G. Wheeler et Richard A. Dawson,,.
Parmi ses cousins figurent Ferdinand L. Barnett et son frère Alfred S. Barnett, également journalistes, qui vivent respectivement à Omaha, Nebraska et Des Moines, Iowa.

## The Chicago Conservatoret militantisme précoce
En décembre 1877, Barnett, avec les coéditeurs Abram T. Hall, Jr. et James E. Henderson, conçoit le journal bimensuel The Chicago Conservator, dont la première édition paraît le 1er janvier 1878. Il déménage à Chicago en 1884, où il devient rédacteur en chef du journal.
The Conservator est un journal radical dédié à la justice et l'égalité des droits des Noirs. Barnett est bientôt reconnu comme un leader noir local. Il est choisi comme délégué à la Conférence nationale des hommes de couleur de mai 1879 à Nashville, où il prononce un discours remarqué appelant à l'unité et à l'éducation. Il est délégué à la Conférence inter-États des hommes de couleur de 1884 à Pittsburgh, ainsi qu'à la convention nationale de la Ligue afro-américaine de Timothy Thomas Fortune à Chicago en 1890 où il est nommé secrétaire.

## Carrière juridique et politique
Barnett commence à pratiquer le droit vers 1883. Sa notoriété grandit rapidement et en 1888, il est choisi pour une nomination républicaine à un des postes du conseil d'administration du comté de Cook. En 1892, il s'associe en cabinet juridique avec S. Laing Williams. Ils se séparent à la suite de leur différend à propos de Booker T. Washington, auquel Barnett s'oppose fréquemment.

### Ida B. Wells

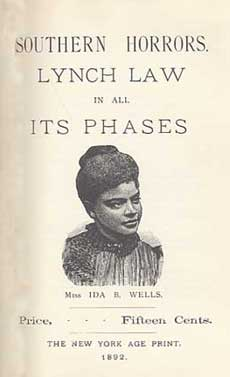
Couverture de Southern Horrors: Lynch Law in All Its phases.

En 1892, trois hommes noirs, dont un ami d'Ida B. Wells, sont lynchés par une foule blanche, alors qu'ils sont en garde à vue à Memphis, Tennessee. Cet événement est connu sous le nom des Lynchages de l'épicerie populaire. Cet acte déclenche un tollé national et Barnett participe à des réunions à Chicago afin d'organiser une réponse. Lors d'une réunion d'un millier de personnes à l'église Bethel A.M.E, le révérend W. Gaines demande à la foule de chanter l'hymne national de facto de l'époque, My Country, 'Tis of Thee. Mais un membre de l'assemblée déclare : « Je ne veux pas chanter cette chanson tant que ce pays n'est pas ce qu'il prétend être, la douce terre de la liberté ». Gaines remplace alors l'hymne par une chanson de l'époque de la Guerre de Sécession sur le martyr abolitionniste, John Brown's Body. Barnett clôt la réunion en appelant à une réponse mesurée à ces lynchages, mais en exprimant également une grande frustration et une grande inquiétude quant au fait que la violence contre les Noirs pourrait un jour conduire à des représailles,.
Le Lynchages de l'épicerie populaire indigne Ida B. Wells, qui commence à faire des recherches et à dénoncer les lynchages. En 1893, Wells poursuit le Memphis Commercial pour diffamation lorsque le journal l'attaque pour ses reportages sur le racisme et l'injustice du lynchage. La thèse du journal est que le lynchage, bien qu'illégal, répond au besoin de vengeance d'une communauté contre les auteurs de crimes violents et ne vise pas spécifiquement les Noirs. Le travail de Wells montre la fausseté de cette affirmation. Wells demande à l'avocat et militant blanc Albion W. Tourgee de la représenter dans cette affaire, mais celui-ci, pratiquement retraité, recommande à Wells de contacter Barnett, qui accepte de prendre l'affaire. C'est peut-être la première rencontre de Barnett et Wells, qui va se conclure par un mariage deux ans plus tard. Cependant, Barnett se range à l'avis de Tourgee selon lequel l'affaire ne peut pas être gagnée : une femme noire ne peut gagner une telle affaire jugée par un jury masculin blanc. L'affaire est abandonnée.

### Exposition universelle
En 1893, Barnett coécrit un pamphlet intitulée « La raison pour laquelle l'Américain de couleur n'est pas à l'Exposition universelle de 1893 - La contribution de l'Afro-Américain à la littérature colombienne ». Cette brochure est publiée par Ferdinand Lee Barnett, Ida B. Wells, l'abolitionniste Frederick Douglass et l'éducateur Irvine Garland Penn. L'exposition, qui se tient à Chicago, refuse d'inclure une exposition afro-américaine. Ce pamphlet est un exemple des débuts de la relation personnelle et professionnelle de Barnett avec Wells. L'Exposition inclut des expositions organisées par des particuliers et approuvées par les organisateurs blancs de la foire, notamment de la sculptrice Edmonia Lewis, de peinture du scientifique George Washington Carver et une exposition statistique de John Imogen Howard. Elle inclut également des Noirs dans des expositions blanches, telles que la représentation par Nancy Green du personnage « Tante Jemima »  pour la R.T. Davis Milling Company.

## Mariages et famille

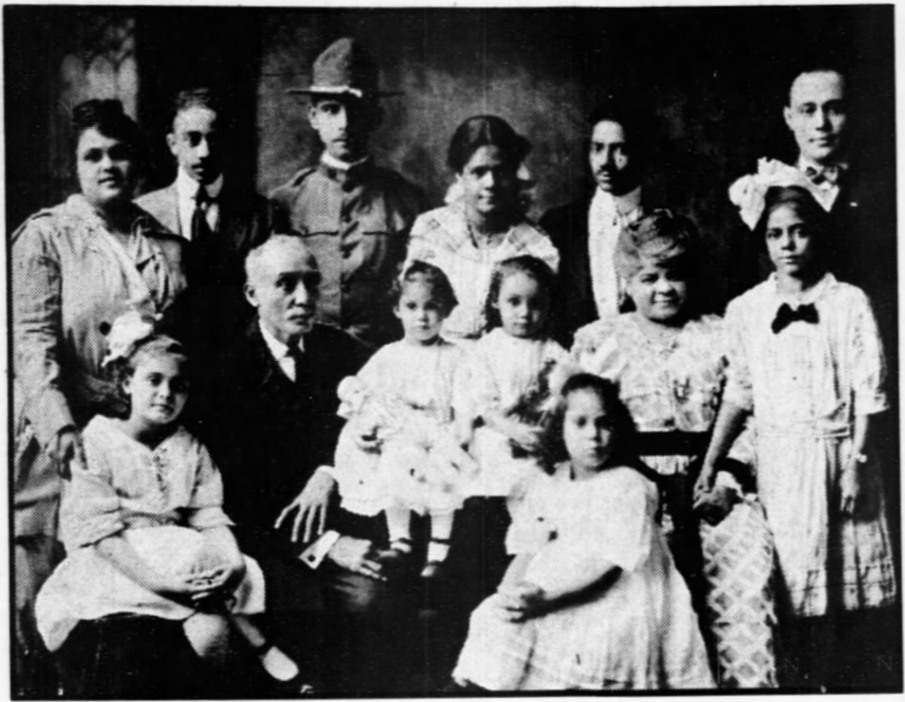
Photo de la famille Wells-Barnett en 1917.

La première épouse de Ferdinand Lee Barnett, Mary Henrietta Graham Barnett, est la première femme noire diplômée de l'Université du Michigan en 1876,. Mary et Ferdinand ont deux enfants, Ferdinand Lee et Albert Graham Barnett. Mary meurt en 1890 d'une maladie cardiaque,. Le plus jeune enfant, Ferdinand Barnett, sert comme sergent de ravitaillement du Huitième Régiment pendant la Première Guerre mondiale. Albert Barnett devient l'éditeur municipal du Chicago Defender à Chicago.
Ida B. Wells reste à Chicago après l'Exposition universelle de 1893. En juin 1895, elle épouse Ferdinand L. Barnett. Le couple a quatre enfants, Charles Aked (1896), Herman Kohlsaat (1897), Ida B. (1901) et Alfreda M. Barnett (plus tard Alfreda Duster ) (1904). Le prénom de Charles lui est donné en l'honneur de l'activiste anglais anti-lynchage Charles Aked, et celui d'Herman en l'honneur du propriétaire du Chicago Inter Ocean, Herman Kohlsaat, qui soutient The Chicago Conservator. Ida B. Wells comme Ferdinand L. Barnet partagent les mêmes valeurs et se soutiennent mutuellement dans leurs carrières. Peu de temps avant leur mariage, Wells achète des parts de Barnett dans le Conservator et devient la directrice et coéditrice du journal, tandis que Barnett se concentre sur sa carrière juridique.

## Carrière ultérieure

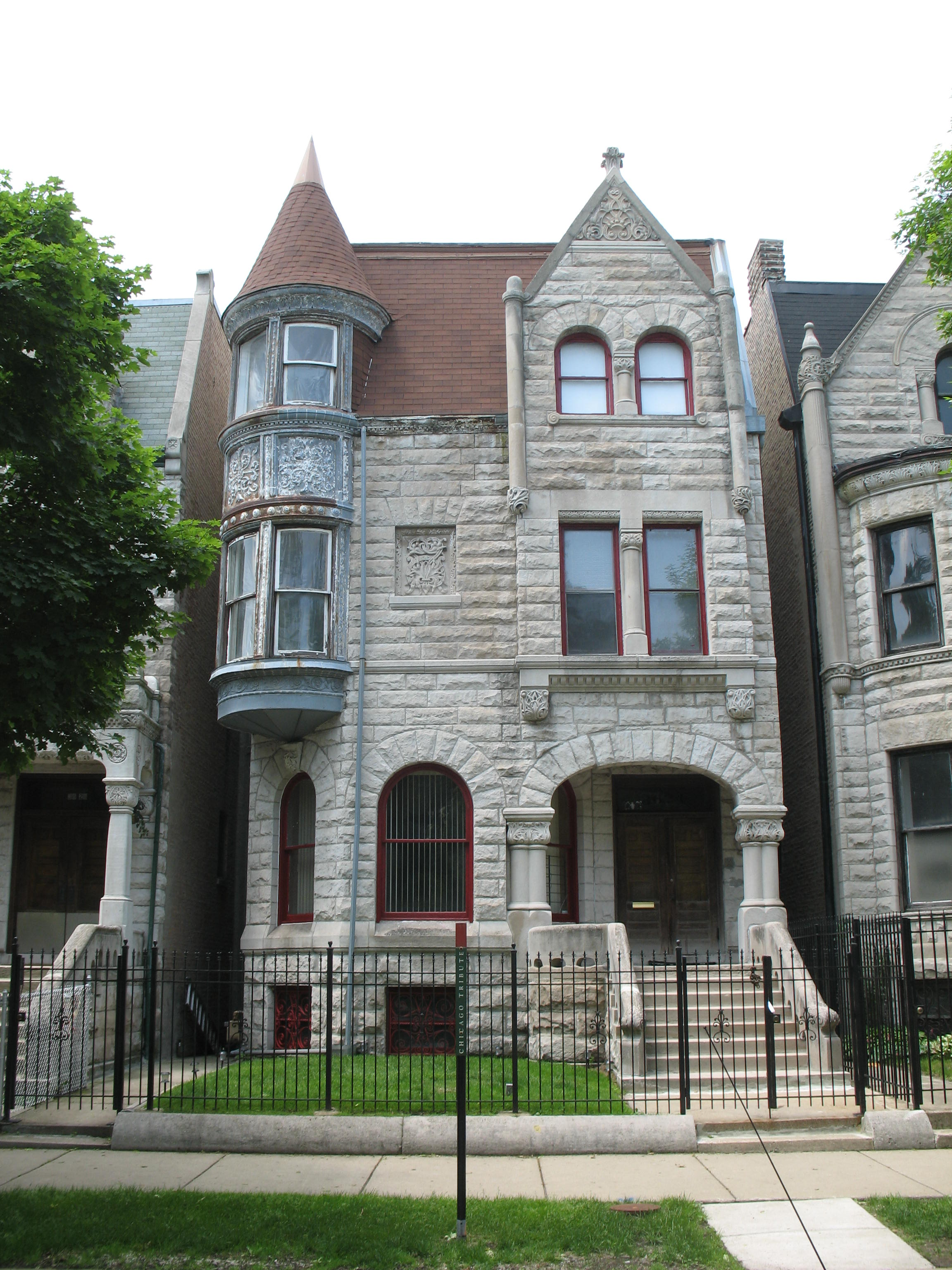
De 1919 à 1930, Barnett et Wells vivent dans la maison Ida B. Wells-Barnett, aujourd'hui un monument de Chicago et un monument historique national.

Barnett est un républicain engagé et son soutien au parti le met en position de briguer une fonction publique. En 1896, il est chargé du bureau d'information et d'éducation des Noirs par le Comité national républicain.
Toujours en 1896, Barnett devient le premier procureur adjoint noir de l'État de l'Illinois, nommé par le procureur de l'État Charles S. Deneen, sur la recommandation du commissaire du comté de Cook, Edward H. Wright. Ferdinand L. Barnett travaille au tribunal pour mineurs, dans des affaires antitrust et dans des procédures d'habeas corpus et d'extradition. Il comparaît souvent devant la Cour suprême de l'Illinois avec de bons dossiers. En 1902, il fait la une des journaux nationaux lorsqu'il prédit lors d'un rassemblement à l'église Bethlehem à Chicago, que 10 millions de Noirs se révolteront contre la loi sur le lynchage dans le Sud. En 1904, il est nommé à la tête de la branche de Chicago du Bureau noir du Parti républicain. Cette nomination se heurte à l'opposition de Booker T. Washington, qui lui préfère l'ancien associé de Barnett, S. Laing Williams.

### Controverse sur la magistrature des tribunaux municipaux
En 1906, lorsque Barnett est nommé juge à la nouvelle Cour municipale de Chicago, il est le premier candidat noir à un poste de juge dans l'Illinois. Il perd l'élection par 304 voix en raison d'un manque de soutien des républicains blancs et noirs. Durant la campagne pour ce poste, Barnett pas n'obtient pas le plein soutien des ministres noirs, en particulier Archibald J. Cary. Ils sont en colère parce que sa femme Ida B. Wells soutient le Pekin Theatre de Bob Motts - qui était auparavant un saloon. Barnett est d'abord déclaré vainqueur, mais les résultats sont réexaminés et Barnett devient le seul perdant parmi les 27 candidats républicains.

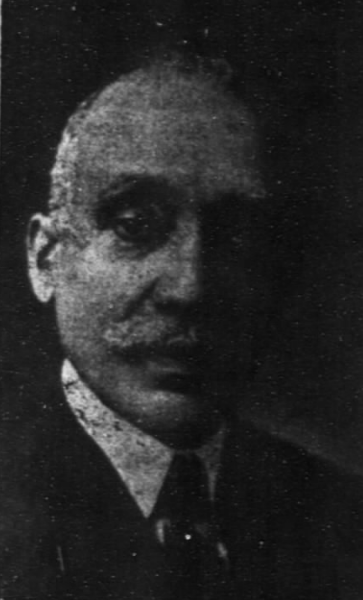
Photo de Barnett dans The Broad Axe en 1918.

### Retour à la pratique juridique privée et mort

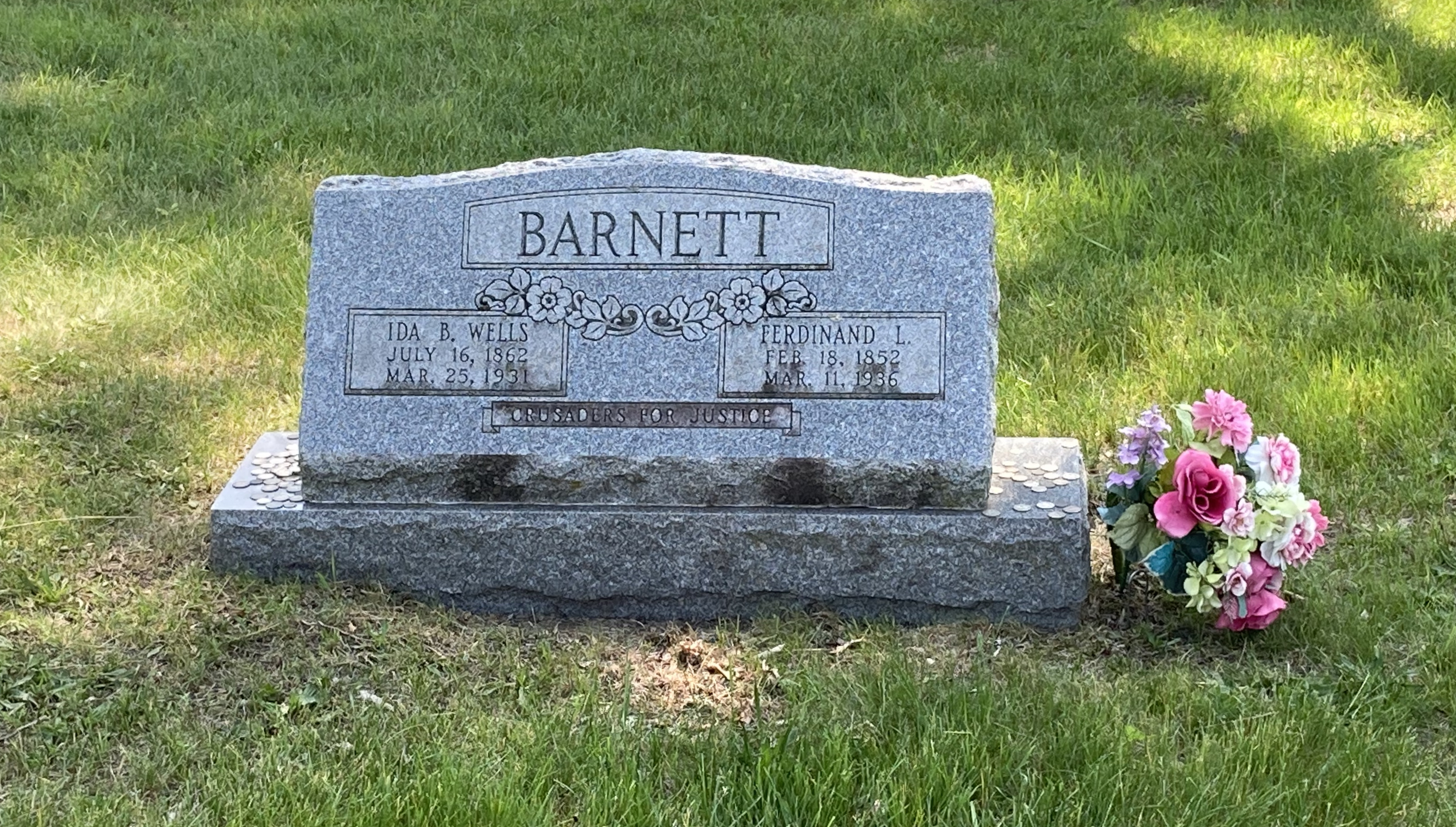
Tombes de Ferdinand Lee Barnett et Ida B. Wells au Cimetière d'Oak Woods.

Barnett quitte le poste de procureur adjoint de l'État en 1910 et devient avocat de droit privé. Il plaide pour les droits des Afro-Américains et il travaille souvent pro bono, se concentrant sur la discrimination à l'emploi et les affaires pénales. En 1917, il est candidat au poste de conseiller municipal de la deuxième circonscription de Chicago. Son affaire la plus connue est la défense, avec les avocats Robert M. McMurdy et Cowen, de « Chicken Joe » Campbell. Bien que ce dernier ait été reconnu coupable du meurtre d'Odelle B. Allen, sa condamnation à mort est commuée en réclusion à perpétuité par le gouverneur Frank O. Lowden le 12 avril 1918.
Dans les années 1920, Barnett et sa femme soutiennent Marcus Garvey et l'Universal Negro Improvement Association. Dans les années 1920 et 1930, Barnett soutient le Parti démocrate.
Barnett meurt le 11 mars 1936. Il est enterré aux côtés d'Ida B. Wells au cimetière Oak Woods de Chicago.